# Ptilogyna nasalis
Ptilogyna nasalis är en tvåvingeart som först beskrevs av Alexander 1924.  Ptilogyna nasalis ingår i släktet Ptilogyna och familjen storharkrankar. Inga underarter finns listade i Catalogue of Life.